# Factiva

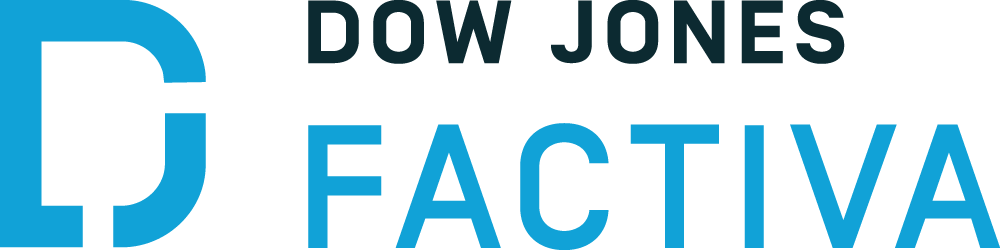
Logo von Factiva

Factiva ist eine von  Dow Jones angebotene kommerzielle Datenbank für Presse-, Unternehmens- und Wirtschaftsinformationen (Host (Datenbankanbieter)). Der Medienpool von Factiva umfasst rund 35.000 Nachrichtenquellen aus 200 Ländern in 26 Sprachen, darunter Zeitungen, Zeitschriften, Bilder und mehr als 400 Nachrichtenagenturen. Exklusiv bei Factiva sind das Wall Street Journal sowie die Nachrichtenagenturen von Dow Jones und Reuters. Factiva liefert darüber hinaus auch Unternehmensprofile, Finanz- und Fond-Daten, historische Marktdaten sowie Web- und Bloginhalte.

## Geschichte
Im Mai 1999 gründeten Dow Jones und Reuters ein Joint Venture unter dem Namen Dow Jones Reuters Business Interactive, das die Archivprodukte der beiden Unternehmen bündelte. Das Unternehmen wurde im November 1999 in Factiva umbenannt.
Factiva entwickelte Module in Zusammenarbeit mit Microsoft, Oracle Corp., IBM und Yahoo! und kooperierte mit Unternehmen wie EuroSpider, Comintell, PeopleSoft, MediaMap, Biz360, ChoicePoint, BTRadianz, AtHoc und Reuters.
Mit der Übernahme des britischen Reputations- und Technologiespezialisten 2B Reputation Intelligence Limited baute Factiva 2005 die Produktlinie für die Medienanalyse auf. Als Teil von Hill & Knowlton entwickelte 2B Anwendungen für Medienanalysen und Reputationsmanagement und verfügte über einen Experten-Pool aus Medien- und Kommunikationsfachleuten.
Reuters verkaufte 2006 seine 50-prozentige Beteiligung an Factiva für umgerechnet 128 Millionen Euro an Dow Jones. Factiva wurde als Produktlinie in die Enterprise Media Group von Dow Jones integriert.
Als Produkt von Dow Jones wurde Factiva im Jahr 2007 in Rupert Murdochs News Corporation Company integriert.
Dow Jones ist ebenfalls der weltweit führende Anbieter von Börsen-, Finanz- und Wirtschaftsnachrichten. Darüber hinaus unterstützt Dow Jones Kunden beim Umgang mit Compliance-Risiken.